# Gillbergs kontrakt
Gillbergs kontrakt var ett kontrakt inom Svenska kyrkan i Karlstads stift. Kontraktet upphörde 31 december 2000 (eventuellt redan 30 november).
Kontraktskoden var 0908.

## Administrativ historik
Kontraktet bildades 1788 och omfattade 
- Gillberga församling som vid upplösningen övergick i Nors kontrakt
- Kila församling som vid upplösningen övergick i Nors kontrakt
- Svanskogs församling som vid upplösningen övergick i Nors kontrakt
- Långseruds församling som vid upplösningen övergick i Nors kontrakt
- Tveta församling som 1962 övergick i Nors kontrakt
- Värmskogs församling som 1992 övergick i Nors kontrakt
- Stavnäs församling som vid upplösningen övergick i Jösse kontrakt
- Högeruds församling som vid upplösningen övergick i Jösse kontrakt
- Glava församling som vid upplösningen övergick i Jösse kontrakt

## Kontraktsprostar
- 1788-1801 Andreas Andreae Levin, Gillberga
- 1802-1808 Petrus Högvall, Stavnäs
- 1808-1819 Johan Gustaf Linderholm, Gillberga
- 1819-1826 Johan (Jan) Branzell, Stavnäs
- 1826-1835 Anders Lignell, Kila
- 1835-1836 Johan Jacob Hedrén, biskop i Karlstad och Linköping
- 1836-1863 Anders Lignell, Kila
- 1863-1877 Anders Ugner, Stavnäs
- 1877-1885 Lars Edgren, Kila
- 1885-1887 Bengt Gustaf Schröder, Glava
- 1887-1894 Carl Gillgren, Åmål
- 1894-1908 Anders Gustaf Viotti, Gillberga
- 1908-1930 Thure Leonard Peterson, Glava
- 1931-1946 Bror Bernhard Gillgren, Stavnäs
- 1947-1959 Karl Daniel Lagerlöf, Glava
- 1959-1967 Karl Harald Carlemalm, Gillberga
- 1967-1972 Carl-Axel Högmer, Svanskog
- 1972-1979 Bengt Gillgren, Stavnäs
- 1979-2000 Hans-Olof Hermansson, Gillberga